# Aeroporto de Bhuj

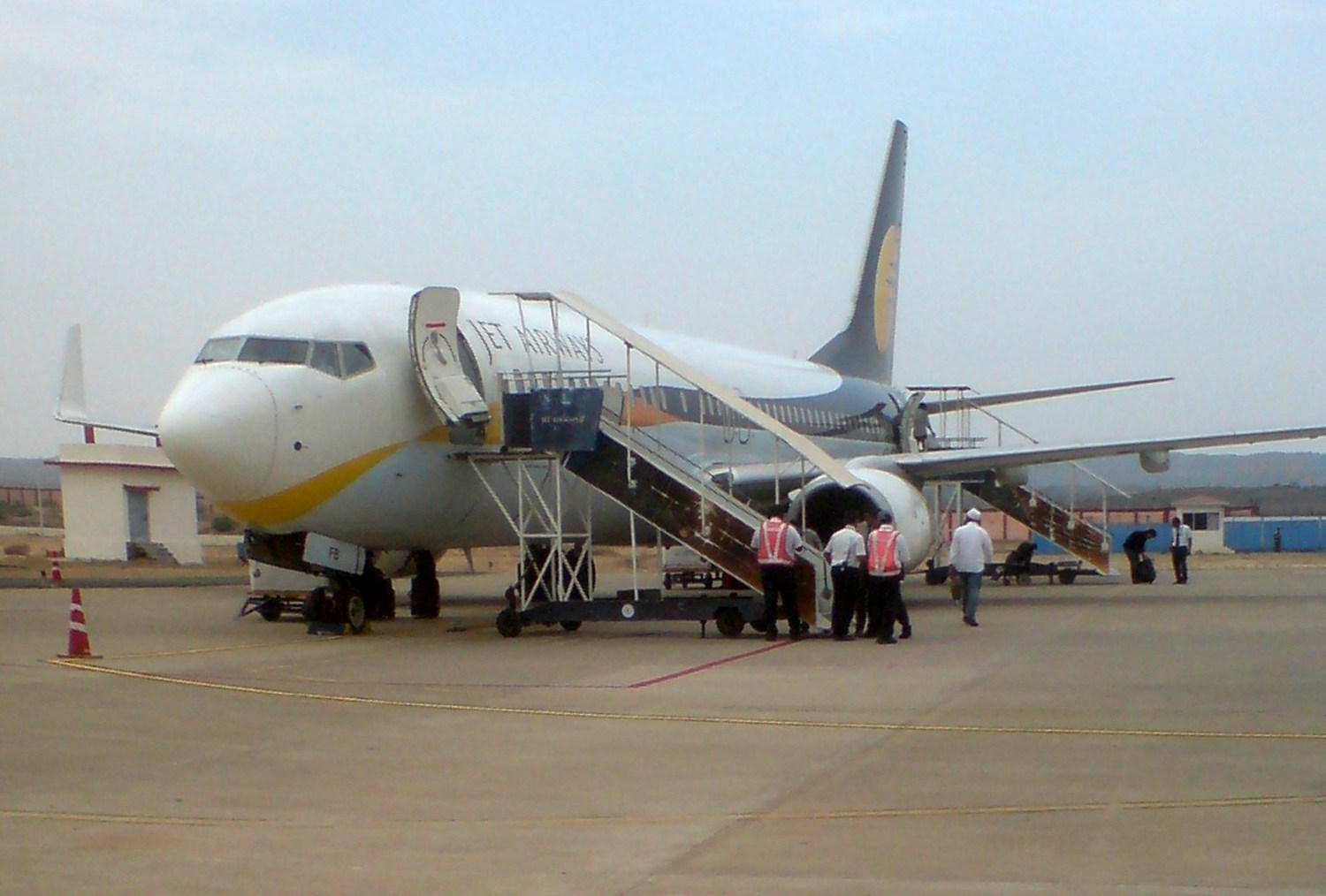
Um Boeing 737 no Bhuj Airport.

O Aeroporto de Bhuj é um aeroporto doméstico localizado em Bhuj, no distrito de Kutch do estado de Gujarate, Índia.
Está situado em uma altitude de 257 metros e ocupa uma área de 832 hectares.
Está localizado a 30 km da fronteira entre a Índia e o Paquistão.